# Vernas
Vernas é uma comuna francesa na região administrativa de Auvérnia-Ródano-Alpes, no departamento de Isère. Estende-se por uma área de 5,87 km². Em 2010 a comuna tinha 272 habitantes (densidade: 46,3 hab./km²).